# Corinthians São Paulo
Der Sport Club Corinthians Paulista, allgemein als Corinthians oder unter dem Akronym SCCP bekannt, ist ein brasilianischer Mehrspartenverein aus der Stadt São Paulo, der Hauptstadt des Bundesstaates São Paulo. Er wurde am 1. September 1910 als Fußballmannschaft von einer Gruppe anarcho-syndikalistischer Arbeiter aus dem Viertel Bom Retiro gegründet. Sein Name wurde vom Corinthian Football Club aus London inspiriert, der damals durch Brasilien tourte.
Obwohl der Verein im Laufe der Jahre auch in anderen Sportarten aktiv war, ist er vor allem durch seine Erfolge im Fußball bekannt geworden. Der Verein gehört zu den erfolgreichsten Brasiliens und Amerikas in den letzten Jahren. Er ist der dritterfolgreichste nationale Meister mit elf Titeln, nur übertroffen von Palmeiras (18 Titel) und Flamengo (14 Titel). Corinthians gewann zwei FIFA-Klub-Weltmeisterschaften, einmal die Copa Libertadores ohne Niederlage, die Recopa Sudamericana, sieben brasilianische Meisterschaften, drei brasilianische Pokale, den brasilianischen Supercup, fünf Torneio Rio-São Paulo (Rekordhalter zusammen mit Palmeiras und Santos), 31 Staatsmeisterschaften von São Paulo (aktueller Rekordhalter) und einmal die Copa Bandeirantes (einziger Gewinner).
Die traditionellen Farben des Vereins sind Weiß und Schwarz. Seit 2014 trägt Corinthians seine Heimspiele in der Neo Química Arena aus. Zu seinen historischen Rivalen gehören Palmeiras, gegen den das Derby Paulista ausgetragen wird, São Paulo, gegen den das Majestoso stattfindet, und Santos, mit dem das Clássico Alvinegro bestritten wird. Die Fans von Corinthians sind als „Fiel“ bekannt, und ihre Zahl wird auf etwa 30 Millionen geschätzt, verteilt über ganz Brasilien und die Welt, national nur von Flamengo übertroffen. Die Fangemeinde gilt auch als eine der größten der Welt.
Zu den wichtigen Sportarten in der Geschichte von Corinthians zählen Basketball, wo der Verein besonders in den 1950er und 1960er Jahren Erfolge mit Titeln auf regionaler, nationaler und sogar südamerikanischer Ebene feierte, Schwimmen, mit vier Siegen beim Troféu Brasil de Natação (heute Troféu Maria Lenk), und Futsal, das ab den 1970er Jahren mit Erfolgen bei regionalen und nationalen Turnieren glänzte. Der Einfluss des Rudersports auf die Vereinsgeschichte führte dazu, dass das ursprüngliche Wappen, das lediglich den Fußball symbolisierte, um ein Paar Ruder und einen Anker ergänzt wurde, die bis heute erhalten geblieben sind.

## Allgemeines
Timão, der Spitzname des Vereins, bezeichnet zum einen das Steuerrad, das im ursprünglichen Klubwappen enthalten war, zudem ist es die Vergrößerungsform des portugiesischen Wortes „time“ (Mannschaft) und bedeutet „große Mannschaft“. Die Mannschaft spielt heute in weißen Trikots und schwarzen Hosen. Die erste Spielausstattung war cremefarben und die Hosen waren schwarz. Erst gegen Mitte der 1910er Jahre änderte sich das Jersey und wurde weiß.
| Trikotfarben um 1910 | Trikotfarben ab 1916 |

## Geschichte

### 1910–1919: Entstehung und erste Jahre
Am 1. September 1910 fanden sich Joaquim Ambrósio, Antônio Pereira, Rafael Perrone, Anselmo Corrêa und João da Silva in der Rua dos Imigrantes (heute Rua José Paulino) in São Paulo zusammen und gründeten den Sport Club Corinthians Paulista. Zu dieser Zeit war Fußball in Brasilien ein elitärer Sport und wurde hauptsächlich von Nachkommen britischer Einwanderer beziehungsweise Angestellten britischer Unternehmen gespielt. Corinthians sollte im Gegensatz dazu ein Verein für alle Fußballbegeisterten sein und hat bis heute das (selbst gepflegte) Image eines Arbeitervereins (Spitzname clube dos operários). Der Klub wurde nach der englischen Amateurmannschaft Corinthian FC benannt, die in diesem Jahr durch Brasilien tourte und alle sechs Spiele gegen brasilianische Teams gewann.
Am 10. September 1910 liefen die Corinthians-Spieler zur ersten Partie der Vereinsgeschichte auf. Die Partie gegen União da Lapa endete mit 0:1 für den Gästeklub. Vier Tage später war es Luis Fabi, der das erste Tor für den neuen Klub erzielte und damit beim 2:0-Erfolg gegen Estrela Polar Klubgeschichte schrieb. Schon bald schloss man sich der regionalen Liga Paulista an. Um teilnehmen zu dürfen, bedurfte es allerdings zweier Qualifikationsspiele, die der Klub gewann. Somit ging die Mannschaft 1913 erstmals in den Ligawettbewerb. Bereits 1914 gewann der Verein das erste Mal die Staatsmeisterschaft von São Paulo. Überragender Akteur dieser Zeit war Stürmer Neco, der zudem in diesem Jahr Top-Stürmer der Liga wurde. Im Folgejahr verteidigte man vor dem FC São Paulo den Erfolg von 1914. In der Folgezeit übernahm jedoch der Club Athletico Paulistano die Vorherrschaft im Wettbewerb und gewann die Meisterschaft zwischen 1916 und 1921 fünfmal in Folge. 1918 wurde das Team um Neco Vizemeister. Er selber schaffte es 1920 zum zweiten Mal, den Torjägertitel zu gewinnen. Dabei verbesserte sich der Mittelstürmer auf 24 Treffer in einer Spielzeit. Damit war er neben Arthur Friedenreich der erste Angreifer seit Einführung der Liga 1902, der die 20-Tor-Marke knacken konnte.

### 1920–1939: Goldene Jahrzehnte und Aufstieg zum Top-Team
1922 löste Corinthians Athletico Paulistano als Meister ab und konnte den dritten Staatsmeisterschafterfolg feiern. Neben Neco war es nun Gambarotta, der die Mannschaft mit seinen Treffern zum Sieg führte. 1923 und 1924 verteidigte der Verein diesen Triumph und schaffte erstmals drei Titel in Folge. Von 1928 bis 1930 sowie von 1937 bis 1939 wiederholte das Team diese Meisterleistung. Damit erarbeitete sich der Timão einen großartigen Ruf und stieg zu den Top-Mannschaften Brasiliens auf. Nach dem zweiten Titel-Triple beendete Corinthians-Legende Neco seine aktive Laufbahn. Er sollte dem Klub jedoch als Trainer erhalten bleiben und betreute diese u. a. bei den Erfolgen von 1937 und 1938. In den 1930er Jahren war es dann Teleco, der Neco als Stürmer vergessen machte. In den Jahren 1935, 1936, 1937, 1939 und 1941 erzielte er jeweils die meisten Tore im Ligabetrieb und war bester Angreifer aller Klubs. Im Jahr 1939 gelangen ihm insgesamt 32 Treffer und war damit erster Corinthians-Spieler, der mehr als 30 Tore pro Saison erzielte. Bis dahin hatten nur Arthur Friedenreich (1921; 33 Treffer) Araken (1927; 31 Treffer) und Feitiço (1930; 37 Treffer / 1931; 39 Treffer) das geschafft.

### 1940–1969: Höhen und Tiefen
Mit Angreifer Teleco in der Stürmerreihe schafften die Bando de Loucos 1941 den zwölften Erfolg in der Staatsmeisterschaft. Anschließend musste der Klub jedoch zehn Jahre warten, um den Pokal wieder in den Händen halten zu können. Dies gelang erst wieder 1951, als das Team die Liga dominierte und die Mannschaft insgesamt 103 Tore in 30 Spielen erzielte. Allein Stürmer Rodolfo Carbone markierte 30 Treffer. Weitere bedeutende Spieler des Meisterschaftjahres von 1951 waren Cláudio, Luisinho, Baltazar und Mário. Auch 1952 und 1954 platzierte sich der Klub auf Rang eins der Liga. Danach lief die Mannschaft aber nur noch hinterher und schaffte es in den folgenden Jahren nicht, einen bedeutenden Titel zu gewinnen. Einzig nennenswerte Erfolge waren die Vizemeisterschaften 1955, 1962, 1966 und 1968. Nach Baltazar im Jahre 1952 dauerte es bis 1967, als ein Corinthians-Stürmer wieder bester Angreifer der Liga wurde.

### 1970–1989: Rückkehrender Erfolg
Auch 1974 reichte es dem Klub nur zum zweiten Rang hinter dem Rivalen Palmeiras São Paulo, und die Fans sehnten einem erneuten nationalen Erfolg bei. 1977 war es dann wieder so weit, die Mannschaft streckte zum 16 Mal den regionalen Meisterschaftspokal in die Höhe. 1978 löste zwar der FC Santos die Corinthians-Kicker als Titelträger ab, doch bereits 1979 holte man sich erneut die begehrte Meisterschaft. 1979, 1982, 1983 und 1988 folgten die Staatsmeisterschaft-Erfolge siebzehn bis zwanzig.
1971 wurde erstmals die gesamtbrasilianische Fußballmeisterschaft ausgetragen. In zwei Gruppen mit je zehn Mannschaften konnten sich die je sechs ersten Teams für die zweite Runde qualifizieren. Corinthians wurde in Staffel A klar Erster vor Cruzeiro Belo Horizonte. Doch in der dreigruppigen Zwischenrunde, bei der nur die Gruppensieger in die Finalrunde einzogen, blieb der Klub hinter dem FC São Paulo. Im Folgejahr veränderte sich der Modus und Corinthians zog bis ins Halbfinale ein.
Bei der sechsten Austragung dieses Wettbewerbs zogen die Todo Poderoso erstmals ins Finale ein. Am 12. Dezember 1976 hieß der Gegner im Estádio Beira-Rio Internacional Porto Alegre. Doch Dario in der ersten Halbzeit und Valdomiro in der zweiten verhalfen Internacional zum 2:0-Sieg. Somit verpasste Corinthians den ersten Meisterschaftserfolg. Bedeutende Akteure dieser Saison waren Givanildo Oliveira, Moisés und Zé Maria. In den Folgejahren blieb die Mannschaft ohne große Aufmerksamkeit im Kampf um die nationale Meisterschaft. 1979 trat man bei der Austragung gar nicht erst an, kehrte aber 1980 eindrucksvoll zurück und wurde in der Gesamtabrechnung fünfte von 44 Mannschaften. 1982 rückte der Verein bis ins Halbfinale vor, wo man aber an Grêmio Porto Alegre scheiterte. Auch 1984 war im Semifinal-Spiel nach 0:2 und 0:0 gegen den späteren Meister Fluminense Rio de Janeiro Schluss.

### 1990–1999: Erste brasilianische Meisterschaft und Pokalsieg

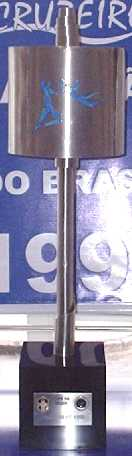
Der Pokal des Copa do Brasil zwischen 1994 und 2001.

1990 wurde der Klub erstmals brasilianischer Gesamtfußballmeister. Insgesamt zwanzig Mannschaften gingen damals in die Saison, wobei die ersten acht Teams sich für die Titel-Runde qualifizierten. Neben Corinthians waren dies der FC São Paulo, Grêmio Porto Alegre, EC Bahia, Atlético Mineiro, Palmeiras São Paulo, FC Santos und CA Bragantino. Somit kamen fünf der acht teilnehmenden Klubs aus der Region São Paulo. Durch Siege gegen Mineiro und Bahia zog der Klub ins Finale ein, wo man dem großen Rivalen FC São Paulo gegenüberstand. Das Hinspiel vor über 85.000 Zuschauern konnten die Corinthians mit 1:0 für sich entscheiden. Torschütze des Tages war Wilson Carlos Mano, der bereits in der vierten Minute der Partie traf. Drei Tage später, am 16. Dezember 1990, kam es zum zweiten Aufeinandertreffen der Klubs. Wieder endete die Begegnung mit 1:0 für den Timão und der erste gesamtbrasilianische Meistertitel wurde gewonnen. Schütze im Rückspiel im Morumbi-Stadion vor über 100.000 Besuchern war Tupãzinho. Trainer war Nelsinho Baptista, der in seiner aktiven Zeit mehr als 250 Spiele für Finalgegner FCSP absolviert hatte. Kurz darauf wurde gegen Flamengo durch einen 1:0-Sieg auch der Supercopa do Brasil gewonnen.
1991 verpasste das Team die Teilnahme an den Play-offs. Zur Spielzeit 1994 erspielte sich der Klub zum dritten Mal in der Vereinsgeschichte den Einzug ins Finale um den nationalen Titel. Doch gegen Palmeiras São Paulo mit den späteren Weltstars Roberto Carlos, Flávio Conceição und Rivaldo, der noch im Vorjahr auf Leihbasis für Corinthians spielte, hatte man nach 1:3 und 1:1 keinen Erfolg. Von der Meistermannschaft von 1991 war nur noch Torhüter Ronaldo im Corinthians-Team. Beide Tore für die unterlegene Mannschaft erzielte Marques. Für Palmeiras traf Rivaldo dreifach sowie Edmundo. Besonders das Rückspiel war hart umkämpft und Schiedsrichter Márcio Rezende de Freitas musste drei rote Karten zeigen: Zwei für Corinthians (Branco, Luisinho) und eine für Palmeiras (Zinho).
Die nationale Meistersaison 1995 verlief dagegen wieder schlecht. Doch in den anderen Wettbewerben wusste der Klub zu überzeugen. Erst gewann die Mannschaft die Staatsmeisterschaft und anschließend setzte man sich im Copa do Brasil, dem nationalen Pokal, durch. Dieser wird seit 1989 durchgeführt. Doch weder das Endspiel noch das Halbfinale konnte Corinthians bis 1995 erreichen. Als Sieger der Copa Bandeirantes 1994 war der Klub einer von drei Vereinen aus dem Bundesstaat São Paulo, der 1995 in der Copa do Brasil starten durfte. Über Operário FC, Rio Branco FC, Paraná Clube und CR Vasco da Gama zog die Mannschaft ins Finale ein, wo Grêmio Porto Alegre als Gegner wartete. Im ersten Spiel, am 14. Juni 1995, war es dann Viola, der Corinthians in Führung brachte, ehe Goiano ausglich. Doch dann war es Marcelinho Carioca, der zum 2:1-Endstand für Corinthians traf. Im Rückspiel reichte ein erneuter Treffer von Marcelinho Carioca zum 1:0-Sieg, so dass erstmals in der Vereinsgeschichte die Copa do Brasil gewonnen wurde.
1998 wurde die zweite nationale Meisterschaft gewonnen, die man 1999 verteidigte. Entscheidende Spieler für diese Erfolge waren Marcelinho Carioca, Dida, Vampeta, Luizão, Sylvinho, Edílson, Freddy Rincón, Índio und Ricardinho. Beide Endspiele mussten in je drei Partien entschieden werden.
1997 und 1999 konnte man zudem erneut die Staatsmeisterschaft gewinnen.

### 2000–heute: Aktuelle Entwicklung
Den bisher größten Erfolg feierte der SC Corinthians 2000 und 2012 mit dem Gewinn der FIFA-Klub-Weltmeisterschaft. Als brasilianischer Meister 1998 qualifizierte man sich für die erste Austragung dieses Wettbewerbs. Im Finale im Maracanã von Rio de Janeiro konnte der CR Vasco da Gama im Elfmeterschießen besiegt werden. Zuvor konnte der Klub bereits Mannschaften wie Raja Casablanca und al-Nassr FC bezwingen und trotzte Real Madrid ein 2:2 ab. Zweifacher Torschütze war Edílson, der später auch mit dem Goldenen Ball für den besten Spieler des Turniers ausgezeichnet wurde. An der Frage, ob der SC Corinthians sich aufgrund dieses Titels als „bester Klub der Welt“ bezeichnen kann, erhitzen sich in Brasilien regelmäßig die Gemüter. Anhänger gegnerischer Mannschaften halten den Corinthians vor, dass sie bis dahin nie die Copa Libertadores gewonnen haben und daher kein legitimer Champion seien.
2002 gewann der Klub zum zweiten Mal den nationalen Pokal. Mit dreizehn Treffern wurde Deivid zum besten Torschützen des Turniers. Noch nie seit 1989 schoss ein Spieler mehr Treffer in diesem Wettbewerb. Der Rekord wurde zwei Jahre später durch Fred um einen Treffer überboten. Im Finale am 8. und am 15. Mai 2002 wurde Brasiliense FC mit 2:1 und 1:1 geschlagen. Alle Tore für Corinthians schoss Deivid.
| Corinthians São Paulo | Corinthians São Paulo | Brasiliense FC | Brasiliense FC | Brasiliense FC |
| | 8. Mai 2002 Morumbi-Stadion (São Paulo) Ergebnis: 2:1 (0:0) Zuschauer: 65.725 Schiedsrichter: Carlos Simon ( Brasilien)                           |                |                |                |
| Dida – Rogério, Fábio Luciano, Anderson, Kléber – Vampeta, Fabrício, Ricardinho – Gil, Leandro (Renato), Deivid Trainer: Carlos Alberto Parreira | Donizetti – Moisés, Aldo, Tiago, Emerson – Evandro, Carioca, Maurício, Gil Baiano – Wellington Dias, Jackson (Weldon). Trainer: Péricles Chamusca |                |                |                |
| 1:0 Deivid (53.) 1:1 Maurício (60.) 2:1 Deivid (80.)                                                                                             | |                |                |                |

| Brasiliense FC | Brasiliense FC | SC Corinthians | SC Corinthians | SC Corinthians |
| | 15. Mai 2002 Estádio Elmo Serejo Farias (Taquaritinga) Ergebnis: 1:1 (1:0) Zuschauer: ? Schiedsrichter: Wilson de Souza Mendonça ( Brasilien)              |                |                |                |
| Donizetti – Moisés (Rodrigo Ayres), Aldo, Tiago, Emerson – Evandro, Carioca, Maurício (Lê), Gil Baiano – Wellington Dias, Jackson (Weldon). Trainer: Péricles Chamusca | Dida – Rogério, Fábio Luciano, Anderson, Kléber – Vampeta, Fabrício (Fabinho), Ricardinho – Gil, Leandro (Renato), Deivid Trainer: Carlos Alberto Parreira |                |                |                |
| 1:0 Wellington Dias (42.) 1:1 Deivid (65.) | |                |                |                |

2004 unterzeichnete der Verein einen Vertrag mit der internationalen Investorengruppe MSI (Media Sports Investment), welcher MSI im Gegenzug für große Investitionen für zehn Jahre die Kontrolle über den Klub sichert. Mit dem Geld wurden unter anderem Carlos Tévez, der Star der Boca Juniors, sowie Trainer Daniel Passarella verpflichtet. Passarella musste den Klub allerdings bereits nach wenigen Spielen wieder verlassen.
2005 wurde Corinthians zum vierten Mal brasilianischer Fußball-Meister, aber seither stößt der Klub auf Schwierigkeiten, nicht nur in Meisterschaften, an denen der Klub teilnimmt, sondern auch und vor allem im politischen Bereich. 2007, nach so vielen schlechten Ergebnissen und Korruptionsanklagen gegen den Präsidenten Alberto Dualib, wurde von den Fans die Movimento Fora Dualib gegründet, eine Bewegung gegen den Präsidenten des Klubs. Nach wenigen Monaten wurde Dualib provisorisch durch Clodomil Orsi ersetzt. Am 9. Oktober 2007 wurde Andrés Sanchez als neuer Präsident ausgewählt. In diesem Jahr wurde mit dem Abstieg in die Série B der Tiefpunkt für den Verein erreicht.
Corinthians gelang in der Saison 2008 unter dem neuen Trainer Mano Menezes der Wiederaufstieg als Tabellenführer der Série B. Dabei dominierte der Klub die Liga klar und hatte mit 85 Punkte insgesamt siebzehn Zähler mehr als der Zweitplatzierte EC Santo André. Mit den Angreifern Dentinho und Germán Herrera formte Menezes ein starkes Duo, das das Team auf die Erfolgsspur brachte. Auch in der Folgezeit blieb die Mannschaft erfolgreich. Durch Transfers wie die Verpflichtung von Spielern wie der ehemalige Weltfußballer Ronaldo und der Europa-Erfahrene Edu, machte der Klub auch international wieder auf sich aufmerksam. Nachdem man 2009 die Staatsmeisterschaft von São Paulo gewinnen konnte, kam das Team in das Endspiel um die Copa do Brasil. Nach 2:0 und 2:2 gegen Internacional Porto Alegre wurde der Wettbewerb zu Gunsten Corinthians entschieden. Es war der dritte Titelgewinn des Vereins in diesem Turnier.
| SC Corinthians | SC Corinthians | SC Internacional | SC Internacional |
| | 17. Juni 2009 Estádio do Pacaembu (São Paulo) Ergebnis: 2:0 (1:0) Zuschauer: 36.614 Schiedsrichter: Héber Lopes ( Brasilien) |                  |                  |
| Felipe – Chicão, William, Alessandro, ? - Elias, Douglas, Marcelo Oliveira – Ronaldo, Jorge Henrique, Dentinho Trainer: Mano Menezes | Lauro – Danilo Silva, Índio, Álvaro - ?, ?, Sandro – Alecsandro, ?, ? Trainer: Tite                                          |                  |                  |
| 1:0 Jorge Henrique (26.) 2:0 Ronaldo (53.)                                                                                           | |                  |                  |

| SC Internacional                                                                          | SC Internacional | SC Corinthians | SC Corinthians |
|                                                                                           | 1. Juli 2009 Estádio Beira-Rio (Porto Alegre) Ergebnis: 2:2 (0:2) Zuschauer: 50.286 Schiedsrichter: Ricardo Marques Ribeiro ( Brasilien) |                |                |
| Lauro - ?, Índio, Álvaro - ?, ?, Sandro – Alecsandro, ?, ? Trainer: Tite                  | Felipe – Chicão, William, Alessandro, ? - Elias, Douglas, André Santos – Ronaldo, Jorge Henrique, Dentinho Trainer: Mano Menezes         |                |                |
| 0:1 Jorge Henrique (23.) 0:2 André Santos (27.) 1:2 Alecsandro (69.) 2:2 Alecsandro (74.) | |                |                |

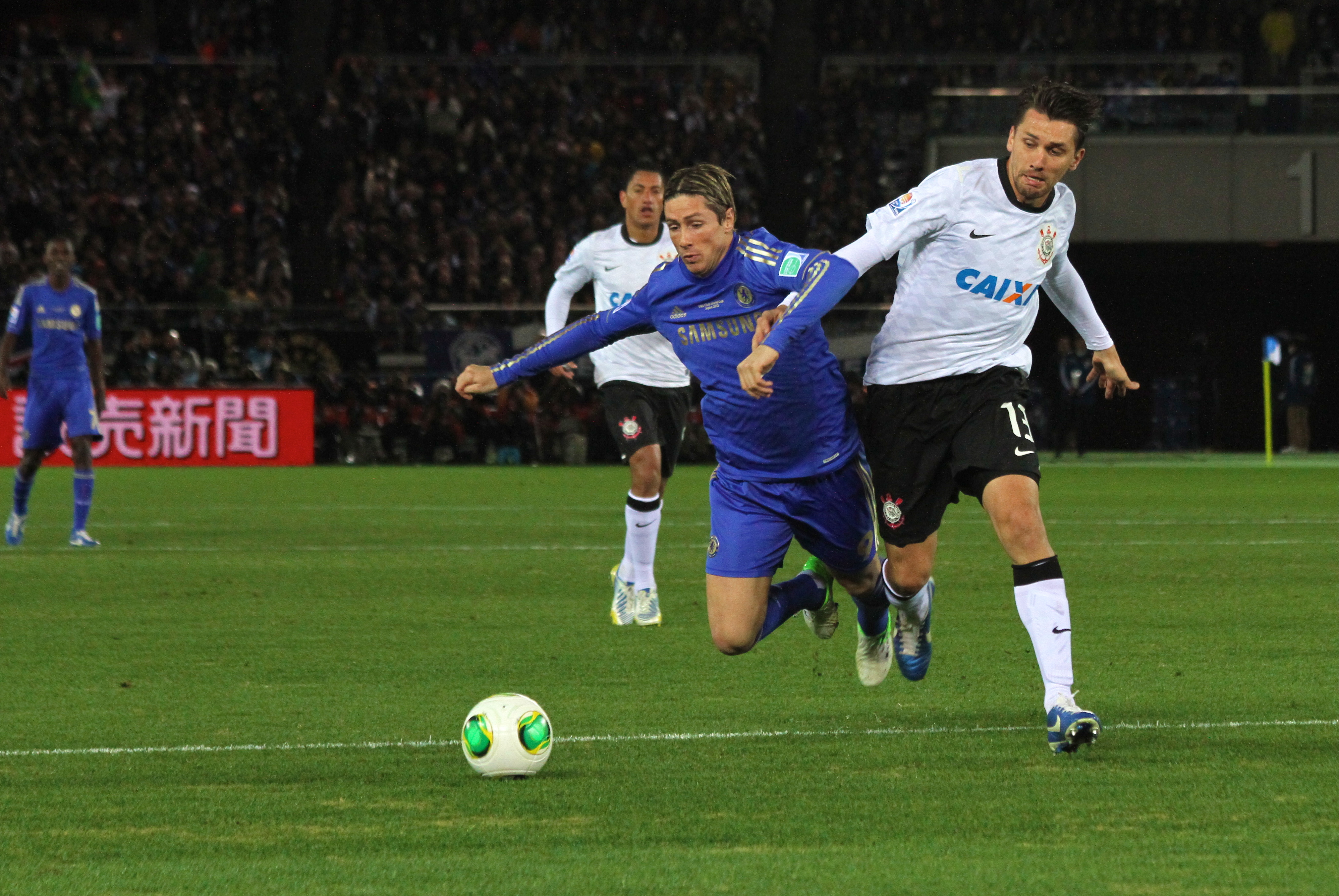
Spielszene aus dem Finale der Klub-WM 2012

In der Liga reichte es zwar nur zu Rang zehn, trotzdem schaffte man auf Grund des Pokalgewinns die Qualifikation zur Copa Libertadores 2010. Für die neue Saison wurde der Kader weiter aufgerüstet. Roberto Carlos, Aldo Bobadilla, Danilo und Iarley waren dabei die bekanntesten Zugänge. In der Gruppenphase der Copa Libertadores gab man dann nur zwei Punkte beim 1:1 gegen Independiente Medellín ab, sonst blieb die Mannschaft fehlerfrei. Doch dann war bereits im Achtelfinale Endstation. Im Juli 2010 wurde bekannt, dass Menezes neuer Trainer der brasilianischen Landesauswahl als Nachfolger von Dunga wird. Der Klub reagierte schnell und verpflichtete Adílson Batista, der zuvor Cruzeiro Belo Horizonte trainiert hatte.
Am 14. März 2010 gewann Corinthians 2:1 am 14. Spieltag der Staatsmeisterschaft von São Paulo gegen den EC Santo André. Das 1:0 in der 3. Minute für Corinthians durch Dentinho war das 10.000 in der Geschichte des Klubs.
2011 gewann Corinthians erneut die brasilianische Meisterschaft. 2012 gelang der erste Gewinn der Copa Libertadores durch ein 1:1 und 2:0 in den Finalspielen gegen die Boca Juniors. Daraufhin folgte der erste reguläre Sieg in der Vereinsweltmeisterschaft durch einen 1:0-Sieg im Finale über FC Chelsea in der japanischen Hafenstadt Yokohama durch einen Treffer des ehemaligen Bayern- und HSV-Spielers Paolo Guerrero.
2015 und 2017 folgten die sechste und siebte Meisterschaft von Brasilien.

## Wissenswertes

### Der Erzrivale
Inspiriert durch den Besuch zweier italienischer Fußballvereine beschlossen einige Corinthians-Anhänger italienischer Abstammung, 1914 ihren eigenen Klub zu gründen, die Palestra Itália (heute Palmeiras São Paulo). Die großteils aus Einwanderern bestehende Anhängerschaft der Corinthians teilte sich in der Folge zwischen den beiden Vereinen auf. Die ehemaligen Corinthians-Fans wurden als „Verräter“ bezeichnet. Bis heute sind die beiden Klubs die erbittertsten Rivalen in São Paulo.

### Das Maskottchen
Das offizielle Maskottchen des Klubs ist ein Musketier. Dieses soll Stolz, Mut und Loyalität symbolisieren. Die Entstehungsgeschichte des Maskottchens geht auf die ersten Jahre seit Gründung des Klubs 1910 zurück.

## Sponsoren und Ausstatter
Seit den 1980er Jahren führt Corinthians einen Haupttrikotsponsor, der die Brust der Heim- und Auswärtsjerseys ziert. Seit 1982 waren dies verschiedene weltweite Unternehmen. Eine, wie Ford, wurden auch nur für eine Partie auf die Trikots von Corinthians gedruckt. Seit 2003 verkauft der Klub auch andere Flächen der Hemden an Sponsoren. So sind Aufdrucke auf den Ärmeln, Schultern oder Hosen zu finden. Aktueller Hauptsponsor ist VaideBet. Bekleidungsausrüster seit 2003 ist Nike. Zuvor wurden die Mannschaften nur von brasilianischen Sportartikelherstellern eingekleidet.
| Zeitraum  | Ausrüster | Sponsor               |
| --------- | --------- | --------------------- |
| 1982      | Topper    | Bombril               |
| 1983      | Topper    | Cofap                 |
| 1984      | Topper    | Citizen Watch         |
| 1984      | Topper    | BIC Group             |
| 1984      | Topper    | Corona                |
| 1985–1994 | Topper    | Kalunga               |
| 1987–1994 | Finta     | Kalunga               |
| 1995–1996 | Penalty   | Suvinil               |
| 1996–1998 | Penalty   | Excel-Econômico       |
| 1998      | Penalty   | Embratel              |
| 1999–2000 | Topper    | Batavo                |
| 2000–2003 | Topper    | Pepsi                 |
| 2003–2004 | Nike      | Pepsi                 |
| 2005–2007 | Nike      | Samsung Electronics   |
| 2008–2009 | Nike      | Medial Saúde          |
| 2010–2012 | Nike      | Neo Química Genéricos |
| 2012–2017 | Nike      | Caixa                 |
| 2019–2020 | Nike      | Banco BMG             |
| 2021–2023 | Nike      | Neo Química Vitaminas |
| 2024–2026 | Nike      | VaideBet              |

## Anhänger und Rivalen
Corinthians Fans werden O bando de loucos (Das Pack der Verrückten) genannt. Zusammen mit Flamengo Rio de Janeiro bildet Corinthians die größte Fangemeinde in Brasilien. Die Zahl der Anhängerschaft schwankt zwischen 30 und 35 Millionen. Bekannt sind die Fans durch ihre Treuebekundungen und Loyalität. Bekannte Anhänger sind der Präsident Luiz Inácio Lula da Silva, die Formel-1-Fahrer Ayrton Senna, Emerson Fittipaldi und Rubens Barrichello und der Musiker Paul Di’Anno.

## Stadion

### Vor der WM 2014

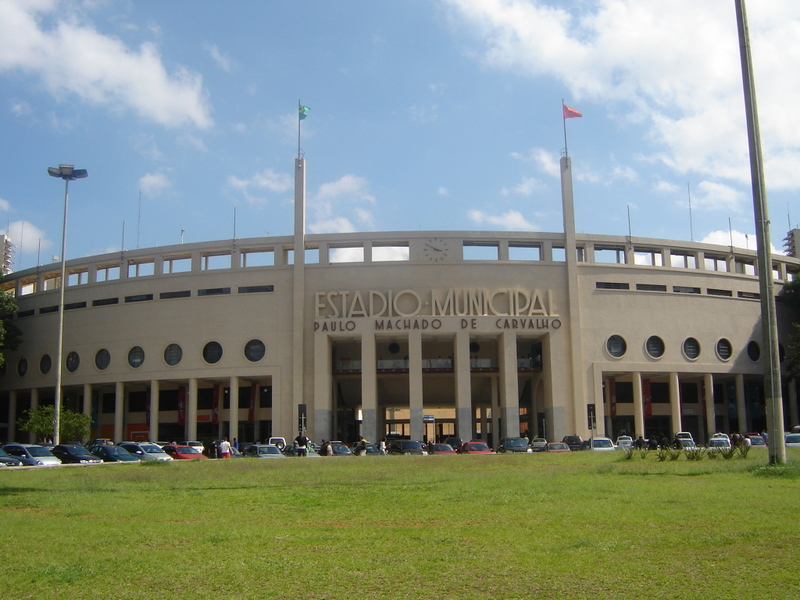
Estádio do Pacaembu

Das offizielle Heimstadion der Corinthians war bis zur Fußball-Weltmeisterschaft 2014 das Stadion Alfredo Schürig (genannt Fazendinha, pt. kleine Fazenda), benannt nach einem Vereinspräsidenten der 20er Jahre. Das Stadion wurde am 22. Juli 1928 eingeweiht und fasst nur 18.000 Plätze. Heute wird es von der Profimannschaft nur für das Training benutzt, von der zweiten Mannschaft für den Spielbetrieb. Corinthians hatte bis 2014 kein eigentliches Stadion, welches Erstliga- oder gar internationalem Niveau entsprach. Heimspiele wurden daher im 1940 eröffneten Pacaembu-Stadion (offiziell „Estádio Municipal Paulo Machado de Carvalho“) der Stadt São Paulo, mit einer Kapazität von 40.260 Plätzen, ausgetragen. Wichtige Begegnungen mit mehr Zuschauern wurden im Morumbi-Stadion des FC São Paulo mit 80.000 Plätzen gespielt. Kurioserweise hat der schwarz-weiß gestreifte Klub Corinthians, der laut Umfragen die meisten Anhänger der drei Großklubs (also Corinthians, FC São Paulo und Palmeiras) in São Paulo hat, die meisten Titel im Stadion des rot-weiß-schwarzen Lokalrivalen FC São Paulo gewonnen.

### Arena Corinthians
Zur Fußball-WM 2014 in Brasilien wurde in São Paulos Stadtteil Itaquera ein neues Stadion gebaut. Während des Turniers fasste es 68.000 Besucher und wurde von der FIFA Arena São Paulo genannt. Nach dem Turnier wurden die zuvor angebrachten Zusatztribünen zurückgebaut, sodass das Stadion nun in der neuen Ausführung rund 48.000 Besucher aufnehmen kann. Es trägt den Namen Arena Corinthians und wird seit dem Ende der WM 2014 von Corinthians exklusiv genutzt. Die Bauausführung lag bei dem brasilianischen Baugiganten Construtora Norberto Odebrecht. In der Arena Corinthians fanden u. a. das Eröffnungsspiel (Brasilien gegen Kroatien (3:1)) und die Eröffnungsfeier der WM 2014 statt.
Seit dem 1. September 2020 trägt die Arena offiziell den Sponsornamen Neo Química Arena.

## Aktueller Kader
Stand: 27. Oktober 2024
| Nr.        | Nat.         | Name             | Geburtstag         | im Verein seit | Vertrag bis |
| ---------- | ------------ | ---------------- | ------------------ | -------------- | ----------- |
| Tor        |              |                  |                    |                |             |
| 1          | Brasilianer  | Hugo Souza       | 31. Januar 1999    | 2024           | 2024        |
| 32         | Brasilianer  | Mattheus Donelli | 17. Mai 2002       | 2021           | 2028        |
| Abwehr     |              |                  |                    |                |             |
| 2          | Brasilianer  | Matheuzinho      | 8. September 2000  | 2024           | 2028        |
| 3          | Ecuadorianer | Félix Torres     | 11. Juli 1997      | 2024           | 2027        |
| 4          | Brasilianer  | Caetano          | 24. Juni 1999      | 2023           | 2024        |
| 5          | Brasilianer  | André Ramalho    | 16. Februar 1992   | 2024           | 2026        |
| 6          | Ecuadorianer | Diego Palacios   | 12. Juli 1999      | 2024           | 2027        |
| 13         | Brasilianer  | Gustavo Henrique | 24. März 1993      | 2024           | 2025        |
| 21         | Brasilianer  | Matheus Bidu     | 4. Mai 1999        | 2023           | 2025        |
| 23         | Brasilianer  | Fagner           | 11. Juni 1989      | 2015           | 2026        |
| 25         | Brasilianer  | Cacá             | 25. April 1999     | 2024           | 2024        |
| 35         | Brasilianer  | Léo Mana         | 6. April 2004      | 2024           | 2026        |
| 46         | Brasilianer  | Hugo             | 29. August 1997    | 2024           | 2026        |
| Mittelfeld |              |                  |                    |                |             |
| 7          | Brasilianer  | Maycon           | 15. Juli 1997      | 2023           | 2024        |
| 8          | Brasilianer  | Charles          | 19. Juni 1996      | 2023           | 2028        |
| 10         | Argentinier  | Rodrigo Garro    | 4. Januar 1998     | 2024           | 2028        |
| 14         | Brasilianer  | Raniele          | 31. Dezember 1996  | 2024           | 2028        |
| 27         | Brasilianer  | Breno Bidon      | 20. Februar 2005   | 2024           | 2026        |
| 30         | Brasilianer  | Matheus Araújo   | 22. Mai 2002       | 2023           | 2024        |
| 33         | Brasilianer  | Ruan Oliveira    | 23. März 2000      | 2019           | 2024        |
| 37         | Brasilianer  | Ryan             | 15. Juli 2003      |                | 2028        |
| 70         | Brasilianer  | José Martínez    | 7. August 1994     | 2024           | 2027        |
| 77         | Italiener    | Igor Coronado    | 18. August 1992    | 2024           | 2026        |
| 80         | Brasilianer  | Alex Santana     | 13. Mai 1995       | 2024           | 2027        |
| Sturm      |              |                  |                    |                |             |
| 9          | Brasilianer  | Yuri Alberto     | 18. März 2001      | 2022           | 2027        |
| 11         | Paraguayer   | Ángel Romero     | 4. Juli 1992       | 2023           | 2024        |
| 16         | Brasilianer  | Pedro Henrique   | 16. Juni 1990      | 2024           | 2025        |
| 17         | Brasilianer  | Giovane          | 24. November 2003  | 2022           | 2025        |
| 19         | Peruaner     | André Carrillo   | 14. Juni 1991      | 2024           | 2025        |
| 20         | Brasilianer  | Pedro Raul       | 5. November 1996   | 2024           | 2028        |
| 22         | Spanier      | Héctor Hernández | 14. September 1995 | 2024           | 2026        |
| 43         | Brasilianer  | Talles Magno     | 26. Juni 2002      | 2024           | 2025        |
| 94         | Niederländer | Memphis Depay    | 13. Februar 1994   | 2024           | 2026        |

## Erfolge

### Offizielle Titel
- Klub-Weltmeister: 2000, 2012
- Copa Libertadores: 2012
- Recopa Sudamericana: 2013
- Brasilianischer Meister (7): 1990, 1998, 1999, 2005, 2011, 2015, 2017
- Brasilianischer Pokalsieger: 1995, 2002, 2009
- Brasilianischer Superpokalsieger: 1991
- Staatsmeister von São Paulo (31×): 1914, 1916, 1922, 1923, 1925, 1928, 1929, 1930, 1937, 1938, 1939, 1941, 1951, 1952, 1954, 1977, 1979, 1982, 1983, 1988, 1995, 1997, 1999, 2001, 2003, 2009, 2013, 2017, 2018, 2019, 2025
- Torneio Rio-São Paulo: 1950, 1953, 1954, 1966 (geteilt mit drei Klubs), 2002

Beachsoccer
- Mundialito de Clubes: 2013

### Freundschaftsturniere
- Apollo V Cup (USA): 1969
- Atlantic Cup: 1956
- Bandeirantes Cup: 1994
- Brasília Wettbewerb: 1958
- Costa del Sol Turnier (Spanien): 1969
- Gold Quinela: 1942
- Internationaler Charles Miller Wettbewerb: 1954, 1955
- Internationales Sommerturnier der Stadt: 1986, 1987
- Laudo Natel Cup: 1973
- Missões Turnier: 1953
- Nations Cup (USA): 1985
- People’s Tournament: 1971
- Pequeña Copa del Mundo (Venezuela): 1953
- Pokal des Bürgermeisters von São Paulo: 1953
- Ramón de Carranza Trophäe (Spanien): 1996
- Recife Cup: 1965
- São Paulo Cup: 1962, 1975
- Stadtpokal Porto Alegre: 1983
- Stadtpokal São Paulo: 1942, 1943, 1947
- Turnier der Stadt Turin (Italien): 1966
- Turnier zu Ehren der Unabhängigkeit Mexikos: 1981

## Bekannte ehemalige Spieler (Auswahl)
| Name des Spielers             | Zeitraum bei Corinthians                | Bemerkung |
| ----------------------------- | --------------------------------------- | --- |
| Amílcar Barbuy                | 1913–1922                               | • in Europa für Lazio Rom aktiv |
| Neco                          | 1913–1930                               | • über 230 Treffer in über 300 Partien für Corinthians |
| Domingos Antônio da Guia      | 1936–1943                               | |
| Gilmar                        | 1951–1961                               | • über 450 Spiele für Corinthians • Weltmeister 1958 und 1962 |
| Roberto Rivelino              | 1965–1974                               | • Weltmeister 1970 |
| Wladimir Rodrigues dos Santos | 1972–1985, 1987                         | • ehemaliger Nationalspieler und Rekordspieler der Corinthians (803 Spiele) |
| Sócrates                      | 1978–1984                               | • ehemaliger Kapitän der Nationalmannschaft |
| Walter Casagrande             | 1980–1981 1982–1984 1985–1986 1994–1995 | • in Europa u. a. für FC Porto aktiv |
| Rivaldo                       | 1993–1994                               | • in Europa u. a. für FC Barcelona und AC Mailand aktiv • Weltfußballer 1999 • Europas Fußballer des Jahres 1999                                                                                     |
| Zé Elias                      | 1993–1996                               | • in Europa u. a. für Bayer 04 Leverkusen und Inter Mailand aktiv |
| Cris                          | 1995–1999                               | • in Europa u. a. für Bayer 04 Leverkusen und Olympique Lyon aktiv |
| Sylvinho                      | 1995–1999                               | • in Europa u. a. für FC Arsenal und FC Barcelona aktiv |
| Marcelinho Carioca            | 1998–2001                               | • in Europa u. a. für FC Valencia aktiv |
| Edu                           | 1998–2000 2009–2010                     | • in Europa für FC Arsenal und FC Valencia aktiv |
| Carlos Gamarra                | 1998–1999                               | • in Europa u. a. für Atlético Madrid und Inter Mailand aktiv |
| Ricardinho                    | 1998–2002                               | • in Europa u. a. für Beşiktaş Istanbul aktiv |
| Dida                          | 1999–2000                               | • in Europa u. a. für AC Mailand aktiv |
| Deivid                        | 2001–2003                               | • Torschützenkönig und Sieger des brasilianischen Pokals 2002; • in Europa u. a. für Girondins Bordeaux, Sporting Lissabon und Fenerbahçe Istanbul aktiv                                             |
| Ronny                         | 2004–2006                               | • in Europa u. a. für Hertha BSC und Sporting Lissabon aktiv |
| Carlos Alberto Gomes          | 2005–2007                               | • in Europa u. a. für FC Porto und Werder Bremen aktiv |
| Javier Mascherano             | 2005–2006                               | • in Europa u. a. für West Ham United, den FC Liverpool und den FC Barcelona aktiv |
| Carlos Tévez                  | 2005–2006                               | • in Europa u. a. für West Ham United, Manchester United, Manchester City und Juventus Turin aktiv                                                                                                   |
| Ronaldo                       | 2009–2011                               | • in Europa u. a. für Real Madrid, den FC Barcelona, Inter Mailand und AC Mailand aktiv • Weltmeister 1994 und 2002 • Weltfußballer 1996, 1997 und 2002 • Europas Fußballer des Jahres 1997 und 2002 |
| Roberto Carlos                | 2010–2011                               | • in Europa u. a. für Real Madrid, Inter Mailand und Fenerbahçe Istanbul aktiv • Weltmeister 2002 |
| Paulinho                      | 2010–2013                               | • in Europa u. a. für Tottenham Hotspur aktiv |
| Danilo „Zidanilo“             | 2010–2018                               | • erfolgreichster Klubspieler Brasiliens (22 Titel u. a. 2× Klubweltmeister) nach Pelé (26 Titel) |

## Trainer

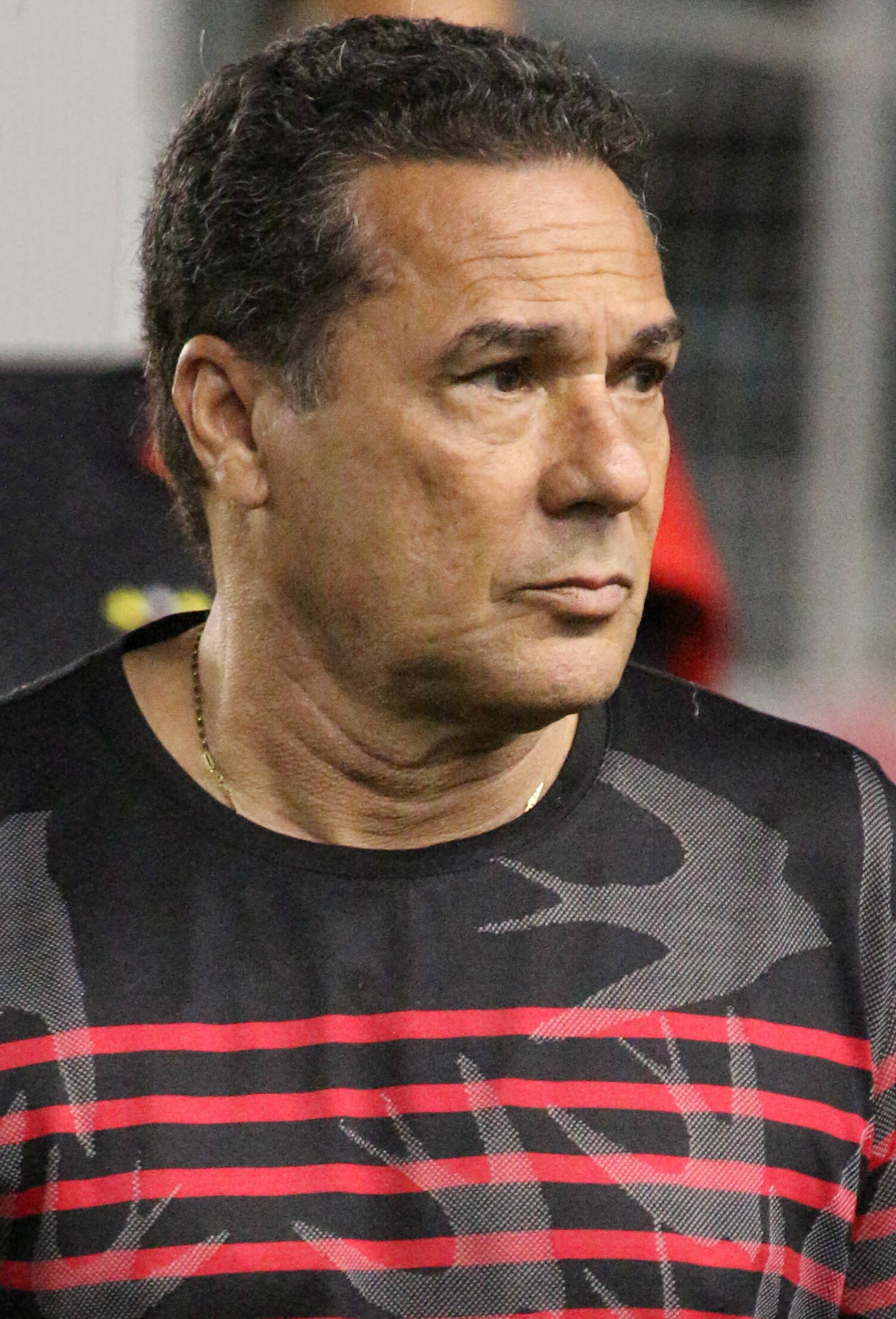
Vanderlei Luxemburgo (1998, 2001)

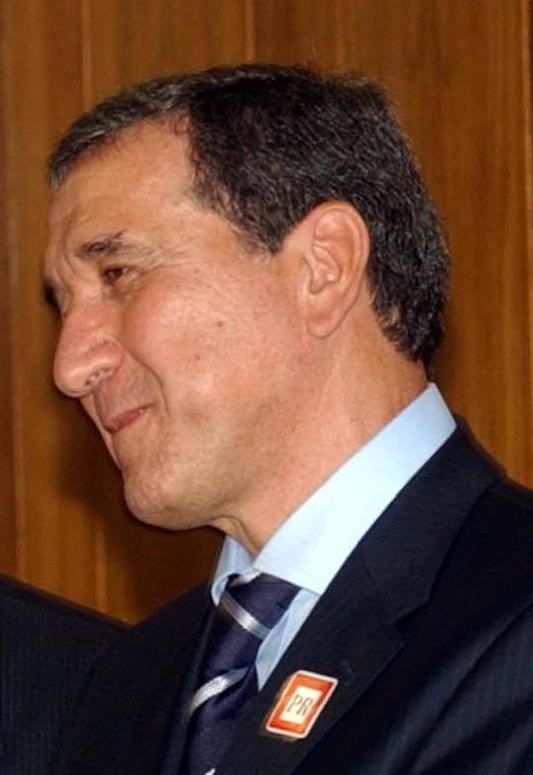
Carlos Alberto Parreira (2002–2003)

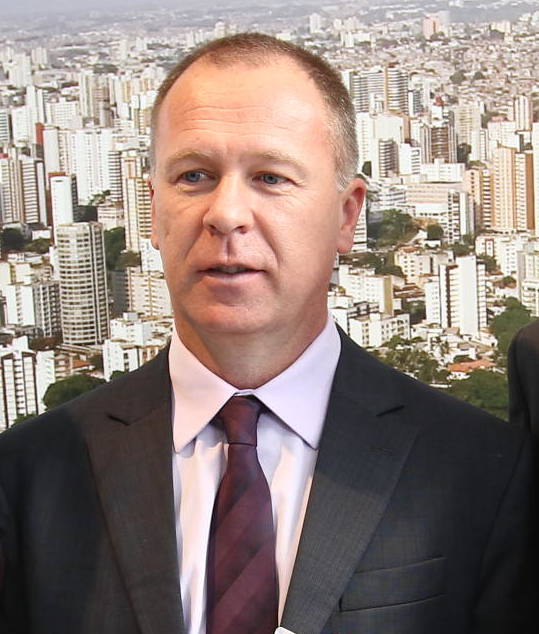
Mano Menezes (2008–2010)

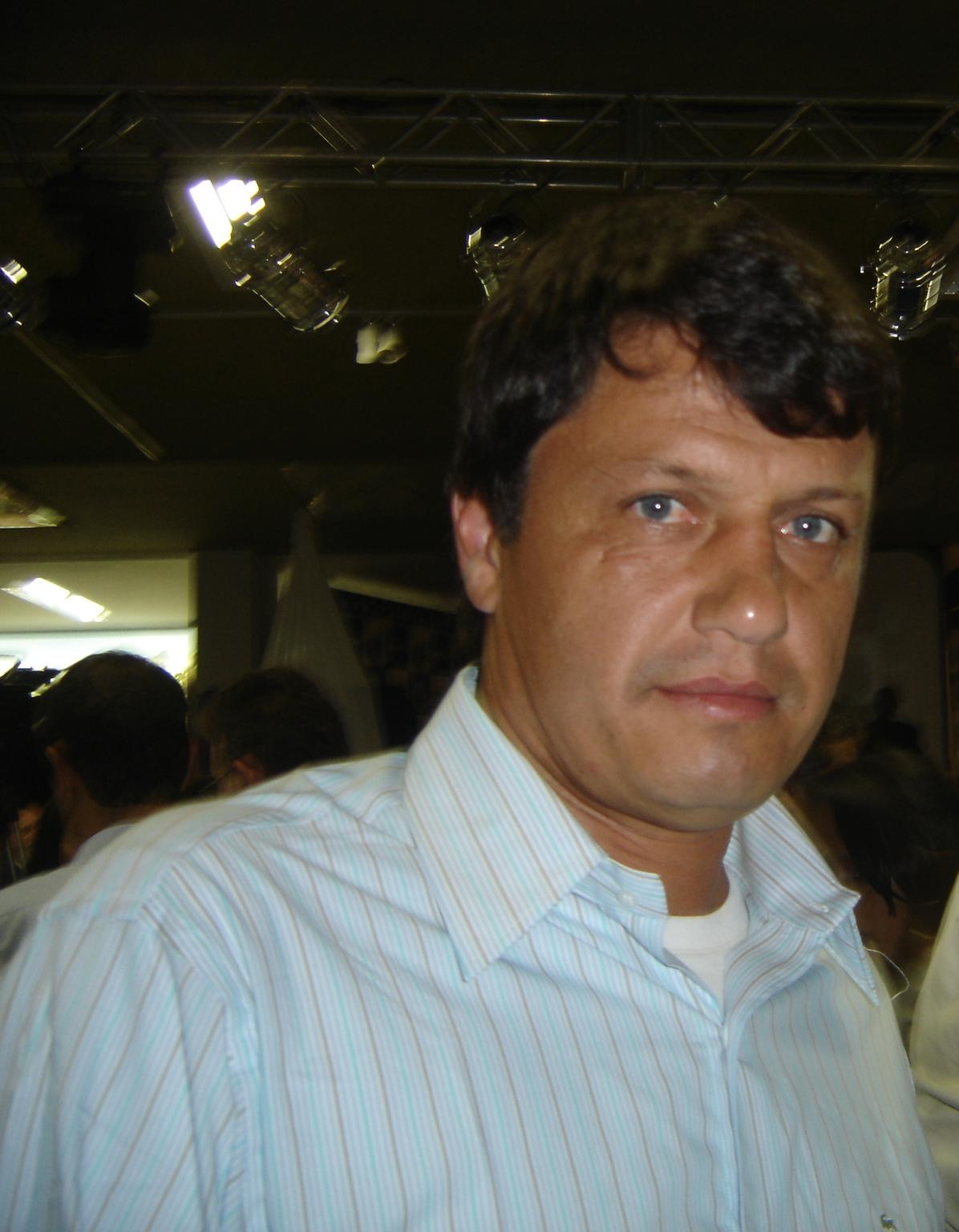
Adílson Batista (2010)

(unvollständig)
| Name des Trainers       | Zeitraum                            | Bemerkung                                                                                     |
| ----------------------- | ----------------------------------- | --------------------------------------------------------------------------------------------- |
| Joreca                  | ?                                   |                                                                                               |
| Roberto Belangero       | ?                                   |                                                                                               |
| Servilho                | ?                                   |                                                                                               |
| Zé Maria                | ?                                   |                                                                                               |
| Zezé Moreira            | ?                                   |                                                                                               |
| Pedro Mazzulo           | 1933–1934                           |                                                                                               |
| Neco                    | 1937                                |                                                                                               |
| Gentil Cardoso          | 1948                                |                                                                                               |
| Joreca                  | 1949                                |                                                                                               |
| Rato                    | 1949–1953                           |                                                                                               |
| Osvaldo Brandão         | 1954–1957                           |                                                                                               |
| Manuel Fleitas Solich   | 1957                                |                                                                                               |
| Sylvio Pirillo          | 1959–1960                           |                                                                                               |
| Osvaldo Brandão         | 1964–1965/66                        |                                                                                               |
| Dino Sani               | 1965/66–1968                        |                                                                                               |
| Osvaldo Brandão         | 1968                                |                                                                                               |
| Lula                    | 1968                                |                                                                                               |
| Aymoré Moreira          | 1968                                |                                                                                               |
| Aymoré Moreira          | 1970–1971                           |                                                                                               |
| Dorival Knippel         | 1973–1974                           |                                                                                               |
| Duque                   | 1976                                |                                                                                               |
| Osvaldo Brandão         | 1977                                |                                                                                               |
| Osvaldo Brandão         | 1980–1981                           |                                                                                               |
| Mário Travaglini        | 1982–1983                           | • 1982: Staatsmeisterschaft von São Paulo                                                     |
| Paulo Autuori           | 1985                                |                                                                                               |
| Carlos Alberto          | 1985–1986                           |                                                                                               |
| Rubens Minelli          | 1986                                |                                                                                               |
| Jair Pereira            | 1988                                | • 1988: Staatsmeisterschaft von São Paulo                                                     |
| Nelsinho Baptista       | 1990–1991                           | • 1990: Brasilianischer Meister • 1991: Brasilianischer Super-Cup                             |
| Mário Sérgio            | 1993–1995                           |                                                                                               |
| Jair Pereira            | 1994                                | • 1994: Vize-Meister                                                                          |
| Carlos Alberto Torres   | 1995–1996                           |                                                                                               |
| Valdir Espinosa         | 1996                                |                                                                                               |
| Nelsinho Baptista       | 1996–1997                           | • 1997: Staatsmeisterschaft von São Paulo                                                     |
| Joel Santana            | 1997                                |                                                                                               |
| Candinho                | 1997                                |                                                                                               |
| Vanderlei Luxemburgo    | 1998                                | • 1998: Brasilianischer Meister                                                               |
| Evaristo de Macedo      | 1999                                |                                                                                               |
| Oswaldo de Oliveira     | 1999–2000                           | • 1999: Brasilianischer Meister • 2000: FIFA-Klub-Weltmeisterschaft                           |
| Vadão                   | 2000                                |                                                                                               |
| Darío Pereyra           | 2001                                |                                                                                               |
| Vanderlei Luxemburgo    | 2001                                |                                                                                               |
| Carlos Alberto Parreira | 2002–2003                           | • 2002: Copa do Brasil • 2002: Vize-Meister                                                   |
| Júnior                  | 2003                                |                                                                                               |
| Geninho                 | 2003–2004                           |                                                                                               |
| Tite                    | 2004–2005                           |                                                                                               |
| Daniel Passarella       | 2005                                |                                                                                               |
| Márcio Bittencourt      | Mai 2005–September 2005             |                                                                                               |
| Antônio Lopes           | September 2005–März 2006            |                                                                                               |
| Ademar Braga            | März 2006–Mai 2006                  |                                                                                               |
| Geninho                 | 2006                                |                                                                                               |
| Émerson Leão            | 2006–2007                           |                                                                                               |
| Zé Augusto              | April 2007                          | • Interimstrainer für drei Spiele                                                             |
| Paulo César Carpeggiani | April–August 2007                   |                                                                                               |
| Zé Augusto              | August–September 2007               | • Interimstrainer                                                                             |
| Nelsinho Baptista       | September–Dezember 2007             |                                                                                               |
| Mano Menezes            | Januar 2008–Juli 2010               | • 2008: Zweitliga-Meister • 2009: Staatsmeisterschaft von São Paulo • 2009: Copa do Brasil    |
| Adílson Batista         | Juli 2010–Oktober 2010              |                                                                                               |
| Tite                    | Oktober 2010–Dezember 2013          | • 2011: Brasilianischer Meister • 2012: Copa Libertadores • 2012: FIFA-Klub-Weltmeisterschaft |
| Mano Menezes            | Januar 2014–Dezember 2014           |                                                                                               |
| Tite                    | Januar 2015–15. Juni 2016           | • 2015: Brasilianischer Meister                                                               |
| Cristóvão Borges        | 4. Juni 2016–17. September 2016     |                                                                                               |
| Fábio Carille           | 17. September 2016–11. Oktober 2016 |                                                                                               |
| Oswaldo de Oliveira     | 14. Oktober 2016–15. Dezember 2016  |                                                                                               |
| Fábio Carille           | 22. Dezember 2016 – 22. Mai 2018    | • 2017: Brasilianischer Meister                                                               |
| Osmar Loss              | 22. Mai 2018 – 5. September 2018    |                                                                                               |
| Jair Ventura            | 6. September 2018 - Dezember 2018   |                                                                                               |
| Fábio Carille           | seit Januar 2019                    |                                                                                               |

Quelle: vertebrais.blogspot.com

## Weitere Teams

### Nachwuchsmannschaften
Die Nachwuchsabteilung von Corinthians verfügt über eine lange Tradition. Die Jugendkicker des Klubs werden Chute Inicial, Timãozinho oder auch Juniores do Corinthians genannt. Zu dessen bedeutendsten Erfolgen zählen die Siege 1999 und 2000 im Dallas Cup, dem Nike Cup 2003, die Juniorenstaatsmeisterschaften von São Paulo 1969, 1970, 1995, 1999, 2004, 2005, 2009 sowie die Copa Sub-17 de Promissão in den Jahren 2002, 2003 und 2007. Regelmäßig bringt die Nachwuchsabteilungen talentierte Fußballer in den Profibereich, die sich dort zu Stars entwickeln. Bekannte Spieler sind Deco, Lulinha, Roberto Rivelino, Walter Casagrande, Cris und Willian.

### Frauenmannschaft
Die Frauenfußballabteilung von Corinthians ist 1997 gegründet worden und spielt aktuell erstklassig.